# ترازیبول
ترازیبول (به یونانی: Θρασύβουλος) سردار معروف یونانی که حکام خودسر و مستبد آتنی را سرکوب نمود و رژیم دموکراسی را برقرار نمود و در سال ۳۸۸ (پیش از میلاد) کشته شد.